# Curino
Curino – miejscowość i gmina we Włoszech, w regionie Piemont, w prowincji Biella.
Według danych na styczeń 2009 gminę zamieszkiwało 465 osób przy gęstości zaludnienia 21,7 os./1 km².